# Rushville (Ohio)
Pour les articles homonymes, voir Rushville.
Rushville est un village américain situé dans le comté de Fairfield, dans l'Ohio. Selon le recensement de 2010, sa population est de 302 habitants.